# Stefan Guay
Stefan Guay (* 19. März 1986 in Montreal) ist ein ehemaliger kanadischer Skirennläufer und heutiger Trainer. Seine stärksten Disziplinen waren Riesenslalom, Super-G und Abfahrt. Der Bruder von Erik Guay wurde 2006 Juniorenweltmeister im Riesenslalom und gewann vier Rennen im Nor-Am Cup. Nach einer Knieverletzung musste er zwei Jahre pausieren und schließlich seine Karriere beenden. Seitdem arbeitet er als Trainer.

## Biografie
Guay wurde in Montreal geboren und startet für den Skiclub Mont-Tremblant. Er fuhr im Januar 2002 seine ersten FIS-Rennen, erreichte von Beginn an Top-10-Ergebnisse und im nächsten Winter erstmals Podestplätze. Ab Januar 2003 nahm Guay auch an Rennen des Nor-Am Cups teil, 2004 folgte die Aufnahme in den kanadischen Nationalkader. Nach mehreren Top-10-Ergebnissen erreichte er gegen Ende der Saison 2004/05 seinen ersten Podestplatz im Nor-Am Cup, als er Dritter im Super-G von Le Massif wurde. Drei Wochen zuvor hatte er bei den Juniorenweltmeisterschaften 2005 im italienischen Bardonecchia die Bronzemedaille im Riesenslalom gewonnen. Bei seinen dritten und letzten Juniorenweltmeisterschaften, 2006 in der Provinz Québec, war Guay mit Gold im Riesenslalom und Bronze in der Abfahrt der einzige Medaillengewinner des Gastgeberlandes. In der Nor-Am-Saison 2005/06 erreichte er drei Podestplätze und den vierten Rang in der Riesenslalom-Disziplinenwertung. Daneben kam er im selben Jahr zu seinen ersten drei Einsätzen im Weltcup, bei denen er allerdings nicht das Ziel sah.
Am 26. November 2006 gewann Guay mit Platz 25 im Super-G von Lake Louise seine ersten Weltcuppunkte – die zugleich seine einzigen blieben. Eineinhalb Wochen später feierte er die ersten beiden Siege im Nor-Am Cup, als er wiederum in Lake Louise zwei Abfahrten für sich entschied. Am 13. Dezember 2006 war die Saison für ihn jedoch zu Ende. Guay stürzte im Abfahrtstraining auf der Saslong in Gröden und erlitt schwere Verletzungen im rechten Knie. Er musste auch im gesamten nächsten Winter pausieren und konnte erst in der Saison 2008/2009 wieder am Renngeschehen teilnehmen, war aber weiterhin durch Knieprobleme beeinträchtigt. Nach drei punktelosen Weltcuprennen zu Beginn des Winters kam er bis Saisonende im Nor-Am Cup zum Einsatz, wo er 2008/09 insgesamt sechs Podestplätze erreichte und mit zwei Super-G-Siegen diese Disziplinenwertung gewann. Wegen der anhaltenden Knieprobleme unterzog sich Guay im Sommer 2009 einer Meniskustransplantation, an Wettkämpfen nahm er danach nicht mehr teil.
Seit dem Ende seiner aktiven Karriere arbeitet Guay als Trainer. Er war zunächst für die Skimannschaft des Westminster College in Salt Lake City tätig und wurde 2012 in das Trainerteam der Abfahrts-/Super-G-Gruppe des Kanadischen Skiverbandes aufgenommen.

## Erfolge

### Juniorenweltmeisterschaften
- Maribor 2004: 35. Super-G, 48. Abfahrt
- Bardonecchia 2005: 3. Riesenslalom, 20. Super-G
- Québec 2006: 1. Riesenslalom, 3. Abfahrt

### Weltcup
- 1 Platzierung unter den besten 30

### Nor-Am Cup
- Saison 2005/06: 4. Riesenslalomwertung
- Saison 2006/07: 5. Abfahrtswertung
- Saison 2008/09: 7. Gesamtwertung, 1. Super-G-Wertung

- 12 Podestplätze, davon 4 Siege:

| Datum             | Ort         | Land   | Disziplin |
| ----------------- | ----------- | ------ | --------- |
| 7. Dezember 2006  | Lake Louise | Kanada | Abfahrt   |
| 8. Dezember 2006  | Lake Louise | Kanada | Abfahrt   |
| 12. Dezember 2008 | Lake Louise | Kanada | Super-G   |
| 16. Dezember 2008 | Panorama    | Kanada | Super-G   |

### Weitere Erfolge
- 1 Sieg im South American Cup
- 5 Siege in FIS-Rennen